# 厉月姿
厉月姿（1955年3月—），女，汉族，浙江永康人，中华人民共和国政治人物，中国共产党党员，曾任浙江省妇联副主席，第十一届全国人民代表大会浙江地区代表。

## 生平
毕业于浙江省委党校社会发展（哲学）专业。2008年起担任全国人大代表。